# Першерон, Даниэль
Даниэль Першерон (фр. Daniel Percheron) — французский политик, бывший сенатор и президент совета региона Нор-Па-де-Кале, член Социалистической партии Франции

## Биография
Родился 31 августа 1942 г. в г. Бове (департамент Уаза). Член Национального бюро Социалистической партии c 1995 г. На выборах совета региона Нор-Па-де-Кале в 2010 г. единый список социалистов, коммунистов и зеленых во главе с Даниэлем Першероном одержал победу, получив во 2-м туре 51,90 % голосов. Занимал пост президента Совета до декабря 2015 года, когда в результате административной реформы регионы Нор-Па-де-Кале и Пикардия были объединены в регион О-де-Франс (до 30 сентября 2016 года - Нор — Па-де-Кале́ — Пика́рдия).

## Занимаемые выборные должности
1977 — 2001 — муниципальный советник города Льевен 

19.07.1979 - 31.12.1983 — депутат Европейского парламента 

03.10.1983 - 01.10.2017 — сенатор от департамента Па-де-Кале 

1986 - 2001 — вице-президент совета региона Нор-Па-де-Кале 

13.04.2001 — 31.12.2015 — президент совета региона Нор-Па-де-Кале .